# Frauen-Bundesliga
Die Frauen-Bundesliga (durch Sponsoringvertrag offiziell Google Pixel Frauen-Bundesliga) ist die höchste Spielklasse im deutschen Frauenfußball. Ihre Einführung wurde 1989 durch den DFB-Bundestag beschlossen, im Jahr darauf wurde der Spielbetrieb in zwei Staffeln zu je zehn Mannschaften aufgenommen. Seit 1997 wird die Bundesliga bundesweit nach dem Vorbild der Fußball-Bundesliga der Männer eingleisig, jedoch mit nur zwölf Mannschaften, ausgetragen. Zur Saison 2025/26 wurde eine Aufstockung der Liga auf vierzehn Teams beschlossen.
Im Ligasystem, bei dem jeder Verein in Hin- und Rückspielen gegen jeden anderen Verein antritt, werden der Deutsche Meister, die weiteren deutschen Vertreter in der UEFA Women’s Champions League sowie die beiden Absteiger in die 2. Bundesliga ermittelt. Letztere ist seit 2004 die zweithöchste, ebenfalls bundesweit ausgespielte Spielklasse unterhalb der Bundesliga.
Rekordmeister der Bundesliga sind der 1. FFC Frankfurt (zuletzt 2008) und der VfL Wolfsburg (zuletzt 2022) mit jeweils sieben Titeln, während die SSG Bergisch Gladbach (zuletzt 1989) mit neun deutschen Meisterschaften Gesamtrekordhalter des deutschen Frauenfußballs ist.
Amtierender Deutscher Meister ist der FC Bayern München.

## Modus und Ausrichtung

### Austragungsmodus
Während eines Meisterschaftsjahres, das sich in eine Hin- und Rückrunde unterteilt, treffen alle zwölf Vereine der Bundesliga anhand eines vor der Saison festgelegten Spielplans zweimal aufeinander, je einmal im eigenen Stadion und einmal im Stadion des Gegners. Eine Bundesligaspielzeit mit ihren 22 Spieltagen erstreckt sich in der Regel von August oder September bis Mai oder Juni. In Jahren, in denen eine Weltmeisterschaft oder Olympische Spiele stattfinden, kann es vorkommen, dass die Liga über einen Monat lang ruht, da die Weltmeisterschaften nicht immer während der Sommerpause stattfinden. Die WM 2007 wurde z. B. im September 2007 ausgetragen. Europameisterschaften hingegen finden grundsätzlich in der Sommerpause statt. Zwischen Ende Dezember und Ende Februar wird eine Winterpause eingelegt, in der bis 2015 der DFB-Hallenpokal ausgespielt wurde. Die einzelnen Spieltage werden sonntags um 11 bzw. 14 Uhr angepfiffen. Englische Wochen kommen sehr selten vor, da Nachholspiele nach Möglichkeit am Wochenende ausgetragen werden sollen.
Der Spielplan wird mit Hilfe einer jede Saison wechselnden Schlüsselzahl festgelegt, die bestimmt, in welcher Systematik bzw. Reihenfolge die Vereine innerhalb einer Saison gegeneinander antreten. Die Schlüsselzahl und damit der Spielplan wird unter Zuhilfenahme eines Computerprogramms unter Berücksichtigung relevanter Parameter wie anderer Großereignisse vorgeschlagen. Die Terminfestsetzung der Spiele richtet sich nach dem Rahmenterminkalender der FIFA und UEFA.
Die Mannschaft, die nach dieser doppelten Punktrunde den ersten Platz belegt, ist Deutscher Meister und nimmt für Deutschland an der UEFA Women’s Champions League teil. Ebenfalls qualifiziert ist der Vizemeister. Sollte ein deutscher Verein die UEFA Women’s Champions League gewinnen und die Bundesligasaison nicht auf einem der ersten beiden Tabellenplätze abschließen, erhält Deutschland einen zusätzlichen Startplatz. Die zwei letztplatzierten Mannschaften müssen in die 2. Bundesliga absteigen, aus der im Gegenzug zwei Mannschaften direkt in die Bundesliga aufsteigen. Bei der Ermittlung der Platzierungen sind zunächst die von einem Verein erzielten Punkte relevant. Hierbei werden für einen Sieg drei Punkte, für ein Unentschieden ein Punkt und für eine Niederlage null Punkte vergeben. Bei Punktgleichheit entscheidet zunächst die bessere Tordifferenz über die Reihenfolge der Platzierung, bei gleicher Differenz danach die Anzahl der erzielten Tore. Sollte dieser Vergleich immer noch keine Entscheidung bringen, werden die folgenden Kriterien zu Rate gezogen: das Gesamtergebnis aus den Partien gegeneinander, die Anzahl der in diesen Partien erzielten Tore gegeneinander, die Anzahl der auswärts erzielten Tore im direkten Vergleich. Danach entscheiden die erzielten Auswärtstore in allen Spielen. Bringen diese Vergleiche nichts ein, wird auf neutralem Platz ein Entscheidungsspiel ausgetragen. Dies war bisher in der Bundesliga jedoch noch nie der Fall.

### Modusänderungen
Der Modus der Bundesliga wurde seit der Erstaustragung bislang einmal verändert. Zwischen 1990 und 1997 bestand die Bundesliga aus zwei Gruppen (Nord und Süd) mit jeweils zehn Mannschaften. In der Saison 1991/92 umfassten beide Gruppen je elf Mannschaften, da zwei Vereine aus der ehemaligen DDR aufgenommen wurden. Nach Hin- und Rückspielen qualifizierten sich die zwei erstplatzierten Mannschaften beider Gruppen für das Halbfinale. Das Halbfinale wurde in Hin- und Rückspiel ausgetragen. Wie im Europapokal zählte bei Punkt- und Torgleichheit die höhere Anzahl der Auswärtstore. Das Finale wurde in einem Spiel im Stadion eines der beiden Finalisten ausgetragen. Seit 1997 wird die Liga eingleisig geführt. Die Drei-Punkte-Regel gilt seit der Saison 1995/96. Davor wurden für jedes Spiel Plus- und Minuspunkte vergeben – Sieg: 2:0 Punkte, Unentschieden: 1:1 Punkte, Niederlage: 0:2 Punkte. Seit 1993 gilt auch bei den Frauen die Spielzeit von zweimal 45 Minuten. Zuvor dauerte ein Frauenfußballspiel nur zweimal 40 Minuten.

### Ausrichter
Ausgerichtet wird die Bundesliga durch den DFB, der sich um die Durchführung, die Lizenzierung und um das Schiedsrichterwesen kümmert. Zur Teilnahme an der Bundesliga benötigt jeder Verein eine vom DFB vergebene Lizenz. Die Lizenz wird aufgrund sportlicher, rechtlicher, personell-administrativer, infrastruktureller und sicherheitstechnischer, medientechnischer sowie finanzieller Kriterien vergeben. Hierbei stehen die genannten Voraussetzungen gleichgewichtig nebeneinander, jedoch entscheidet sich die Vergabe einer Lizenz regelmäßig an den finanziellen Kriterien, welche die wirtschaftliche Leistungsfähigkeit der Vereine sicherstellen sollen.
Das Lizenzierungsverfahren ist nicht so umfangreich und aufwändig wie bei der Männer-Bundesliga, da sich die Etats der Bundesligisten im sechsstelligen Bereich befinden. Erhält ein Verein keine Bundesligalizenz, so gilt er vorbehaltlich der dort gültigen Zulassungsvoraussetzungen als Absteiger in die Regionalliga seines Regionalverbandes und rückt somit an den Schluss der Tabelle der 2. Bundesliga der vorangegangenen Spielzeit. Die Anzahl der aus sportlichen Gründen abgestiegenen Mannschaften verringert sich entsprechend. Den Sportfreunden Siegen wurde in der Spielzeit 2002/03 die Lizenz für die Folgesaison aus wirtschaftlichen Gründen verweigert. Wegen Verstößen gegen Lizenzauflagen wurde bisher noch kein Verein mit Punktabzügen und/oder Geldstrafen belegt.
Der DFB ist auch für die Ansetzung der Schiedsrichter zuständig. Seit 1993 werden alle Spiele von Schiedsrichterinnen geleitet. Die entstehenden Kosten werden halbjährlich zu gleichen Teilen auf die Vereine umgelegt.

## Geschichte
| Saison  | Deutscher Meister (ges./BL) |
| ------- | --------------------------- |
| 1990/91 | TSV Siegen (3/1)            |
| 1991/92 | TSV Siegen (4/2)            |
| 1992/93 | TuS Niederkirchen           |
| 1993/94 | TSV Siegen (5/3)            |
| 1994/95 | FSV Frankfurt (2/1)         |
| 1995/96 | TSV Siegen (6/4)            |
| 1996/97 | Grün-Weiß Brauweiler        |
| 1997/98 | FSV Frankfurt (3/2)         |
| 1998/99 | 1. FFC Frankfurt            |
| 1999/00 | FCR Duisburg                |
| 2000/01 | 1. FFC Frankfurt (2)        |
| 2001/02 | 1. FFC Frankfurt (3)        |
| 2002/03 | 1. FFC Frankfurt (4)        |
| 2003/04 | 1. FFC Turbine Potsdam      |
| 2004/05 | 1. FFC Frankfurt (5)        |
| 2005/06 | 1. FFC Turbine Potsdam (2)  |
| 2006/07 | 1. FFC Frankfurt (6)        |
| 2007/08 | 1. FFC Frankfurt (7)        |
| 2008/09 | 1. FFC Turbine Potsdam (3)  |
| 2009/10 | 1. FFC Turbine Potsdam (4)  |
| 2010/11 | 1. FFC Turbine Potsdam (5)  |
| 2011/12 | 1. FFC Turbine Potsdam (6)  |
| 2012/13 | VfL Wolfsburg               |
| 2013/14 | VfL Wolfsburg (2)           |
| 2014/15 | FC Bayern München (2/1)     |
| 2015/16 | FC Bayern München (3/2)     |
| 2016/17 | VfL Wolfsburg (3)           |
| 2017/18 | VfL Wolfsburg (4)           |
| 2018/19 | VfL Wolfsburg (5)           |
| 2019/20 | VfL Wolfsburg (6)           |
| 2020/21 | FC Bayern München (4/3)     |
| 2021/22 | VfL Wolfsburg (7)           |
| 2022/23 | FC Bayern München (5/4)     |
| 2023/24 | FC Bayern München (6/5)     |
| 2024/25 | FC Bayern München (7/6)     |

### Vorgeschichte
Von 1974 bis 1990 wurde 17-mal die deutsche Fußballmeisterschaft ausgetragen, die der DFB im Frauenfußball ausrichtete. Letztmals fand 1990 diese Frauenfußball-Meisterschaft statt, für die sich vorher 16 Mannschaften als jeweils beste Mannschaft ihres Landesverbandes für die Endrunde qualifiziert hatten.
Bereits seit Mitte der 1980er Jahre wurde über die Einführung einer überregionalen Spielklasse diskutiert. Grund hierfür war vor allem, dass es in den bundesweit verstreuten höchsten Spielklassen zu große Leistungsunterschiede zwischen einigen Spitzenmannschaften und dem Rest der Liga gab. Im West- und Norddeutschland wurden 1985 bzw. 1986 verbandsübergreifende Ligen gegründet. In den anderen Regionalverbänden existierten dagegen nur Ligen auf Verbandsebene. Durch eine bundesweite Spielklasse mit gleichmäßig starker Besetzung sollte das Leistungsniveau erhöht werden. Auf dem DFB-Bundestag 1986 in Bremen stimmten die Delegierten fast einstimmig für die Vorbereitung einer solchen Liga. Eingeführt wurde die Bundesliga jedoch nicht. Erst nachdem die Frauennationalmannschaft die Europameisterschaft 1989 im eigenen Land gewonnen hatte, wurde auf dem DFB-Bundestag 1989 in Trier die Einführung einer zweigleisigen Bundesliga zur Saison 1990/91 beschlossen.
Die neugeschaffene Bundesliga sollte eine Nord- und eine Südstaffel umfassen, in der jeweils zehn Vereine gegeneinander antreten sollten. Bereits in der ersten Bewerbungsrunde meldeten sich 35 Vereine für die geplante Bundesliga. Für die Vergabe der 20 vorgesehenen Plätze sollte zunächst – ähnlich wie bei der Einführung der Bundesliga der Männer – ein Punkteschlüssel ausgearbeitet werden, in dem die Erfolge der letzten Jahre als wichtigstem Faktor berücksichtigt werden. Schließlich wurde für die Qualifikation festgelegt, dass die jeweils beste Mannschaft jedes der damals 16 DFB-Mitgliedsverbände nach Abschluss der Saison 1989/90 automatisch dabei ist; um die restlichen vier Plätze sollten die zweitbesten Teams der einzelnen Verbände spielen.
Die 20 Gründungsmitglieder der Bundesliga waren schließlich:
- Aus der Oberliga Nord: Fortuna Sachsenross Hannover, SC Poppenbüttel, Schmalfelder SV, SV Wilhelmshaven, VfR Eintracht Wolfsburg
- Aus der Regionalliga West: SSG Bergisch Gladbach, KBC Duisburg, VfB Rheine, TSV Siegen
- Aus der Oberliga Berlin: 1. FC Neukölln
- Aus der Oberliga Hessen: FSV Frankfurt, SG Praunheim
- Aus der Verbandsliga Rheinland: SC 07 Bad Neuenahr
- Aus der Verbandsliga Saarland: VfR 09 Saarbrücken
- Aus der Verbandsliga Südwest: TuS Niederkirchen
- Aus der Verbandsliga Baden: SC Klinge Seckach
- Aus der Verbandsliga Südbaden: TuS Binzen
- Aus der Verbandsliga Württemberg: VfL Sindelfingen, VfL Ulm/Neu-Ulm
- Aus der Bayernliga: FC Bayern München

### 1990–1997: Die zweigleisige Liga
Die Nordgruppe wurde anfangs vom Serienmeister TSV Siegen dominiert, der sich die ersten vier Staffelsiege holte und darüber hinaus drei Meistertitel errang. Der 1. FC Neukölln aus Berlin verlor in der Premierensaison alle 18 Meisterschaftsspiele. In der Südstaffel waren der FSV Frankfurt und der TuS Niederkirchen die tonangebenden Vereine. Niederkirchen fiel zurück, als Torjägerin Heidi Mohr 1994 zum TuS Ahrbach wechselte. Im Zuge der Wiedervereinigung wurden 1991 der USV Jena und der FC Wismut Aue aus den neuen Bundesländern aufgenommen. Die Bundesliga wurde für eine Saison auf zwei Gruppen zu je elf Mannschaften aufgestockt. Jena stieg postwendend ab, während Aue aus finanziellen Gründen die Mannschaft zum Saisonende zurückzog.
In den ersten Jahren der Bundesliga wurden die einstigen Pioniere des Frauenfußballs durch aufstrebende Neulinge abgelöst. 1994 stiegen der Meister von 1985, der KBC Duisburg und Rekordmeister SSG Bergisch Gladbach zusammen aus der Bundesliga ab, während sich Vereine wie der FC Rumeln-Kaldenhausen und Grün-Weiß Brauweiler in der Spitzengruppe etablieren konnten. In der Südgruppe spielte sich der FSV Frankfurt nach oben. 1995 gewannen die Bornheimerinnen bis auf das Halbfinal-Hinspiel gegen Rumeln-Kaldenhausen alle Spiele.

### Seit 1997: Die eingleisige Bundesliga

Logo bis 2008

Zur Saison 1997/98 wurde die Bundesliga auf eine Gruppe mit zwölf Mannschaften verkleinert, da die Leistungsunterschiede immer noch zu groß waren. Automatisch qualifiziert waren die ersten vier Mannschaften beider Gruppen. Die Mannschaften auf den Plätzen fünf bis acht bildeten zusammen mit acht Mannschaften der jeweiligen zweiten Ligen vier Gruppen mit jeweils vier Mannschaften. Die vier Gruppensieger qualifizierten sich ebenfalls für die eingleisige Bundesliga. Fortuna Sachsenross Hannover hatte sich zwar sportlich qualifiziert, zog jedoch aus finanziellen Gründen zurück. Dafür rückte der Hamburger SV nach.
Die erste Meisterschaft der eingleisigen Bundesliga sicherte sich der FSV Frankfurt. Danach begann der Niedergang des Vereins. Erst fiel man ins Mittelfeld zurück, dann verließ im Sommer 2005 die komplette erste Mannschaft den Verein. In der folgenden Saison hagelte es bis auf ein Unentschieden teilweise deftige Niederlagen. Nach Ablauf der Saison 2005/06 löste der Verein die Frauenfußballabteilung auf. Auch der mittlerweile zu den Sportfreunde Siegen gewechselte Ex-Serienmeister TSV Siegen fiel zurück und zog sich 2001 schließlich in die Regionalliga West zurück.
Vom Niedergang des FSV Frankfurt profitierte in erster Linie die SG Praunheim (später 1. FFC Frankfurt), die viele Spielerinnen, u. a. Birgit Prinz, vom Lokalrivalen abwerben konnte. Zwischen 1999 und 2008 konnte sich der Verein sieben Meisterschaften sichern. Nach dem Abstieg des FSV Frankfurt ist der 1. FFC Frankfurt der einzige Gründungsverein, der noch nie aus der Bundesliga abgestiegen ist.

Logo von 2008 bis 2014

Seit Ende der 90er Jahre konnte sich der einstige DDR-Serienmeister 1. FFC Turbine Potsdam eine Spitzenposition in der Bundesliga sichern und in den 2000er Jahren mehrmals die Meisterschaft gewinnen. Damit ist Potsdam gemessen an den nationalen und internationalen Titeln bislang die erfolgreichste Fußballmannschaft in den neuen Bundesländern.
Neben dem FFC Frankfurt und dem 1. FFC Turbine Potsdam konnte sich der FC Rumeln-Kaldenhausen (heute FCR 2001 Duisburg) dauerhaft in der Tabellenspitze etablieren. In den 2000er Jahren wurden die ersten 3 Plätze der Tabelle von diesen drei Vereinen dominiert. Der FFC Heike Rheine konnte sich in der Saison 2003/04 den dritten Tabellenplatz sichern. Dem FC Bayern München gelang 2008/09 mit dem 2. Tabellenplatz und der Chance auf den Meistertitel ein Überraschungserfolg. Seit einigen Jahren wird die Liga vom VfL Wolfsburg und dem FC Bayern München dominiert, die alle Meistertitel seit 2013 unter sich aufteilten. In der Saison 2013/14 wurde mit 1185 Zuschauern pro Spiel der höchste Schnitt der Bundesligageschichte erreicht. Im April 2014 gewann der Deutsche Fußball-Bund das Versicherungsunternehmen Allianz als Namenssponsor. Die Liga hieß somit seit dem 1. Juli 2014 für fünf Jahre Allianz Frauen-Bundesliga. Durch den Sponsorvertrag erhielt jeder Verein eine fixe Summe von 100.000 Euro pro Saison.
Zur Saison 2019/20 bekam die Bundesliga mit der in Würzburg ansässigen Online-Druckerei flyeralarm einen neuen Namenssponsor; der Vertrag wurde bis 2023 geschlossen. Ab 1. Juli 2023 sicherte sich Google für die nächsten vier Jahre die Namensrechte, so dass die Bundesliga offiziell als Google Pixel Frauen-Bundesliga bezeichnet wird.
Im Juni 2024 entschied der Deutsche Fußballbund, die Frauen-Bundesliga zur Saison 2025/26 von zwölf auf 14 Mannschaften aufzustocken.

## Vereine
Seit Gründung der Bundesliga im Jahr 1990 spielten insgesamt 53 Vereine in der höchsten deutschen Spielklasse. Als einziger Verein gehörte Eintracht Frankfurt (bis 2020: 1. FFC Frankfurt, bis 1999: SG Praunheim) der Liga in allen bislang 35 Spielzeiten an. Es folgen der VfL Wolfsburg (früher: VfR Eintracht Wolfsburg und WSV Wolfsburg) mit 33, der 1. FFC Turbine Potsdam mit 31 und der MSV Duisburg (vormals FCR 2001 Duisburg und FC Rumeln-Kaldenhausen) mit 29 absolvierten Spielzeiten. Stand: 27. Dezember 2024
Die Vereine der Bundesliga kamen bislang sowohl aus Großstädten als auch aus kleineren Städten bzw. Ortschaften. Kleinste Bundesligagemeinde war bisher Ruppach-Goldhausen, Heimat des TuS Ahrbach, mit ca. 1.200 Einwohnern. In den letzten Jahren hat sich auch die Frauen-Bundesliga in die großen Städte verschoben. Aus Berlin, Duisburg, Frankfurt am Main, Hamburg, Leipzig und München gab es jeweils zwei Bundesligamannschaften einer Stadt.

### Vereine der Saison 2025/26
|                      | Verein               | Spielzeiten (gesamt) | Letzter Aufstieg | Anzahl Aufstiege | Anmerkungen                   |
| -------------------- | -------------------- | -------------------- | ---------------- | ---------------- | ----------------------------- |
| 1. FC Union Berlin   | 1. FC Union Berlin   | –                    | 2025             | 1                | Aufsteiger                    |
| Werder Bremen        | Werder Bremen        | 8                    | 2020             | 3                |                               |
| SGS Essen-Schönebeck | SGS Essen-Schönebeck | 21                   | 2004             | 1                |                               |
| Eintracht Frankfurt  | Eintracht Frankfurt  | 35                   | –                | 0                |                               |
| SC Freiburg          | SC Freiburg          | 24                   | 2011             | 3                |                               |
| Hamburger SV         | Hamburger SV         | 11                   | 2025             | 4                | Aufsteiger                    |
| TSG 1899 Hoffenheim  | TSG 1899 Hoffenheim  | 12                   | 2013             | 1                |                               |
| FC Carl Zeiss Jena   | FC Carl Zeiss Jena   | 2                    | 2024             | 2                |                               |
| 1. FC Köln           | 1. FC Köln           | 22                   | 2021             | 4                |                               |
| RB Leipzig           | RB Leipzig           | 2                    | 2023             | 1                |                               |
| Bayer 04 Leverkusen  | Bayer 04 Leverkusen  | 18                   | 2018             | 2                |                               |
| Bayern München       | FC Bayern München    | 27                   | 2000             | 1                | Titelverteidiger, Pokalsieger |
| 1. FC Nürnberg       | 1. FC Nürnberg       | 2                    | 2025             | 3                | Aufsteiger                    |
| VfL Wolfsburg        | VfL Wolfsburg        | 33                   | 2006             | 2                |                               |

In der laufenden Saison 2025/26 sind Mannschaften aus zehn Bundesländern vertreten.

### Vereinsumbenennungen und -übertritte
Im Verlaufe der Bundesligageschichte kam es häufiger zu Vereinsumbenennungen und -übertritten. Einige Frauenfußballabteilungen machten sich selbständig und traten aus ihren Stammvereinen aus, zumeist in der Hoffnung auf bessere Vermarktungsmöglichkeiten. In Frankfurt, Rheine und Wolfsburg wurde jeweils unter drei, in Duisburg sogar unter vier verschiedenen Namen gespielt. Der DFB hat hierfür die sogenannte „Lizenzübertragung“ eingeführt: Wenn sich die Frauenfußballabteilung eines Vereins geschlossen einem anderen Verein anschließt bzw. einen eigenen Verein gründet, so gehen die Rechte und die sportliche Qualifikation auf den neuen Verein über. Von diesem Recht kann allerdings nur alle fünf Jahre Gebrauch gemacht werden.
Beispiele
- 1994: VfB Rheine → FC Eintracht Rheine (Fusion)
- 1996: TSV Siegen → Sportfreunde Siegen (Vereinswechsel)
- 1997: FC Rumeln-Kaldenhausen → FCR Duisburg 55 (Umbenennung)
- 1997: VfR 09 Saarbrücken → 1. FC Saarbrücken (Vereinswechsel)
- 1997: VfR Eintracht Wolfsburg → WSV Wolfsburg-Wendschott (Vereinswechsel)
- 1998: FC Eintracht Rheine → FFC Heike Rheine (neuer selbständiger Verein)
- 1999: SG Praunheim → 1. FFC Frankfurt (neuer selbständiger Verein)
- 1999: SSV Turbine Potsdam → 1. FFC Turbine Potsdam (neuer selbständiger Verein)
- 2000: Grün-Weiß Brauweiler → FFC Brauweiler Pulheim 2000 (neuer selbständiger Verein)
- 2001: FCR Duisburg 55 → FCR 2001 Duisburg (neuer selbständiger Verein)
- 2003: WSV Wolfsburg-Wendschott → VfL Wolfsburg (Vereinswechsel)
- 2009: FFC Brauweiler Pulheim 2000 → 1. FC Köln (Vereinswechsel)
- 2014: FCR 2001 Duisburg → MSV Duisburg (Vereinswechsel)
- 2020: 1. FFC Frankfurt → Eintracht Frankfurt (Fusion)
- 2020: FF USV Jena → FC Carl Zeiss Jena (Vereinswechsel)

### Die Bundesliga-Meister

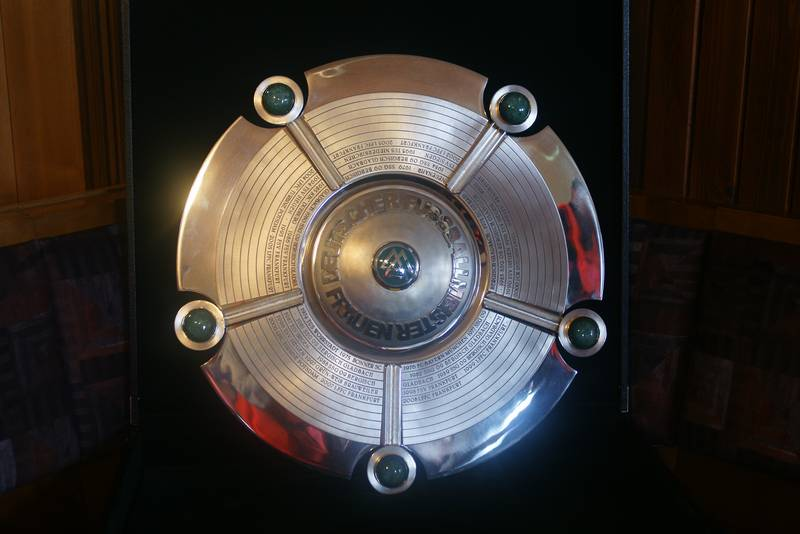
Die Meisterschale

Der Abschnitt Deutscher Meister der Frauen dieses Hauptartikels enthält alle deutschen Meister im Frauenfußball, also auch die deutschen Meister vor Einführung der Frauen-Bundesliga ab der Saison 1990/91 sowie die DDR-Meister.
Seit der Eingleisigkeit der Frauen-Bundesliga zur Spielzeit 1997/98 ist der zu Saisonende Tabellenerste Deutscher Meister. Seit 2009 erhält der Meister eine Meisterschale als Trophäe überreicht. Zuvor gab es einen Pokal. Zudem darf ein Verein ab drei gewonnenen Bundesliga-Meisterschaften einen, ab fünf einen zweiten, sowie ab zehn einen dritten Meisterstern über dem Vereinswappen tragen.
In der Geschichte der Bundesliga errangen insgesamt neun verschiedene Vereine den Meistertitel. Erfolgreichster Vereine sind der 1. FFC Frankfurt und der VfL Wolfsburg mit je sieben gewonnenen Bundesliga-Meisterschaften. Die Frankfurterinnen – heute Eintracht Frankfurt – führen die Ewige Tabelle der Frauen-Bundesliga an.
Der TSV Siegen holte nicht nur die erste Meisterschaft in der Bundesliga 1991, sondern konnte auch als erster Verein seinen Titel verteidigen. Einen „Titel-Hattrick“ in der Bundesliga erreichte der 1. FFC Frankfurt (2001–2003) und sogar viermal in Folge gewannen Turbine Potsdam (2009–2012) und der VfL Wolfsburg (2017–2020).
Seit Gründung der Bundesliga schafften es fünf Mannschaften, die Meisterschaft ungeschlagen zu erreichen. Als erste Mannschaft gelang dies dem TSV Siegen 1992, 1995 folgte der FSV Frankfurt. Der 1. FFC Frankfurt wurde in den Spielzeiten 2001/02 und 2006/07 ungeschlagen Meister, ebenso wie der FC Bayern München 2014/15 und 2023/24 und der VfL Wolfsburg 2019/20.
Deutscher Rekordmeister ist weiterhin SSG 09 Bergisch Gladbach mit 9 Endspielsiegen in der Phase vor der Bundesliga, davon 6 in Folge. Deren Frauenfußball-Abteilung verstärkte mit Zwischenstation TuS Köln den Frauenfußball von Bayer 04 Leverkusen.
| Rang        | Verein                                              | Bundesliga-Meisterschaften | Meistersterne | Letzter Titel |
| ----------- | --------------------------------------------------- | -------------------------- | ------------- | ------------- |
| 1           | Eintracht Frankfurt (bis 2019 als 1. FFC Frankfurt) | 7                          | 2             | 2008          |
| =           | VfL Wolfsburg                                       | 7                          | 2             | 2022          |
| 3           | 1. FFC Turbine Potsdam                              | 6                          | 2             | 2012          |
| =           | FC Bayern München                                   | 6                          | 2             | 2025          |
| 5           | TSV Siegen                                          | 4                          | 1             | 1996          |
| 6           | FSV Frankfurt                                       | 2                          | –             | 1998          |
| 7           | Grün-Weiß Brauweiler                                | 1                          | –             | 1997          |
| =           | FCR 2001 Duisburg                                   | 1                          | –             | 2000          |
| =           | TuS Niederkirchen                                   | 1                          | –             | 1993          |
| Stand: 2025 |                                                     |                            |               |               |

### Die Auf- und Absteiger
Die Zusammensetzung der Bundesliga ändert sich jedes Spieljahr durch den Abstieg der letztplatzierten Vereine, die im Gegenzug durch die besten Mannschaften der darunterliegenden Klasse ersetzt werden.
In den ersten sieben Jahren spielte die Liga mit 20 Mannschaften, von denen in jeder Saison vier Teams abstiegen. Eine Ausnahme bildete die Saison 1991/92, in der die Liga mit 22 Mannschaften spielte, die sechs Absteiger ermittelten. In der ersten Saison traf es den SC 07 Bad Neuenahr sowie den TuS Binzen, den 1. FC Neukölln und den SV Wilhelmshaven. Während Bad Neuenahr danach wieder über einen längeren Zeitraum in der Bundesliga spielte, kehrten die drei anderen Vereine nie mehr zurück.
Bester Aufsteiger aller Zeiten war der SV Grün-Weiß Brauweiler (heute: 1. FC Köln). In der Saison 1991/92 zogen die Brauweilerinnen bis ins Finale, wo sie dann aber vom TSV Siegen gestoppt wurden. Dafür mussten in der Saison 2002/03 beide Aufsteiger sofort wieder absteigen.
Rekordaufsteiger sind mit jeweils vier Aufstiegen der 1. FC Köln (2015, 2017, 2019, 2021) sowie der Hamburger SV (1997, 2001, 2003, 2025). Es folgen neun Vereine mit drei Aufstiegen. Neben Bad Neuenahr schafften auch der Schmalfelder SV, der VfL Wolfsburg und der SV Werder Bremen zweimal den sofortigen Wiederaufstieg.
Die meisten Abstiege aus Liga 1 haben der 1. FC Saarbrücken (2002, 2004, 2008 und 2011) und der SC 07 Bad Neuenahr (1991, 1994, 1996 und 2013), die jeweils bisher viermal den Gang in die Zweitklassigkeit antreten mussten.
Der 1. FC Nürnberg ist der Verein mit der längsten Bundesliga-Abstinenz. Den Fränkinnen gelang erst 2023, nach 23 Jahren, die Rückkehr in die Bundesliga.
| Verein                 | Aufstiege | in den Jahren          |
| ---------------------- | --------- | ---------------------- |
| 1. FC Köln             | 4         | 2015, 2017, 2019, 2021 |
| Hamburger SV           | 4         | 1997, 2001, 2003, 2025 |
| 1. FC Nürnberg         | 3         | 1999, 2023, 2025       |
| 1. FC Saarbrücken      | 3         | 2003, 2007, 2009       |
| FF USV Jena            | 3         | 1991, 2008, 2019       |
| Herforder SV           | 3         | 2008, 2010, 2014       |
| SC 07 Bad Neuenahr     | 3         | 1993, 1995, 1997       |
| SC Freiburg            | 3         | 1998, 2001, 2011       |
| Tennis Borussia Berlin | 3         | 1991, 2002, 2009       |
| TSV Crailsheim         | 3         | 1995, 2004, 2006       |
| Werder Bremen          | 3         | 2015, 2017, 2020       |

| Verein             | Abstiege | in den Jahren          |
| ------------------ | -------- | ---------------------- |
| 1. FC Saarbrücken  | 4        | 2002, 2004, 2008, 2011 |
| FF USV Jena        | 4        | 1992, 2018, 2020, 2022 |
| SC 07 Bad Neuenahr | 4        | 1991, 1994, 1996, 2013 |
| 1. FC Köln         | 3        | 2016, 2018, 2020       |
| Hamburger SV       | 3        | 1998, 2002, 2012       |
| Herforder SV       | 3        | 2009, 2011, 2015       |
| Schmalfelder SV    | 3        | 1992, 1995, 1997       |
| VfL Sindelfingen   | 3        | 1997, 2006, 2014       |

## Das Umfeld der Bundesliga

### Stadien

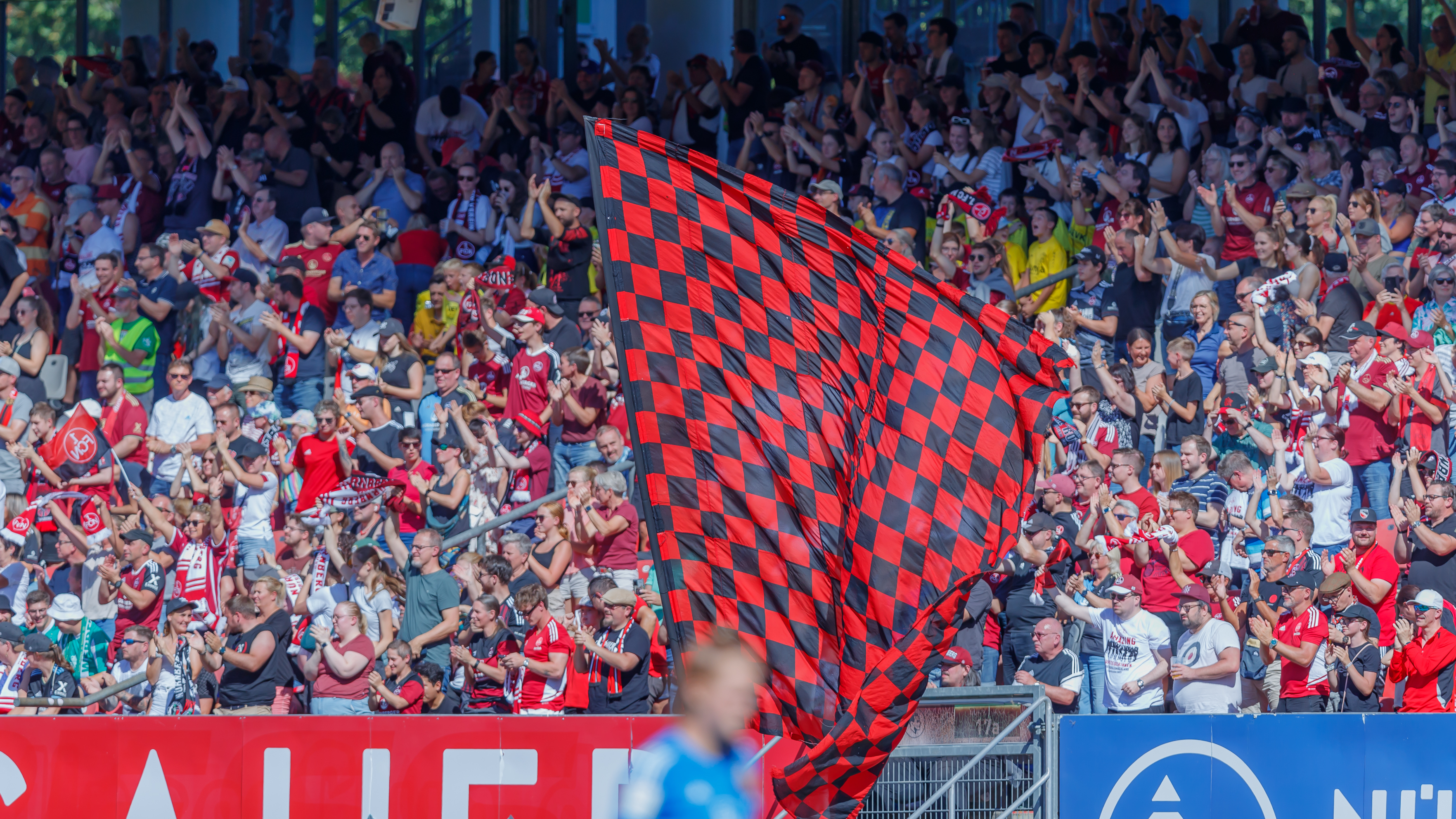
Fans im Max-Morlock-Stadion beim Spiel 1. FC Nürnberg gegen Werder Bremen (2023)

Die primär genutzten Stadien der Frauen-Bundesliga sind oft kleiner und weniger komfortabel als die Stadien der Männer-Bundesliga. Nur sechs dieser Stadien haben eine Kapazität, die 10.000 Plätze übersteigt; davon ist das Volksparkstadion in Hamburg, in dem die Frauen des Hamburger SV ihre Heimspiele austragen, mit einer Kapazität von 57.000 Plätzen, die größte Spielstätte. Daneben bietet nur noch das Max-Morlock-Stadion in Nürnberg eine Kapazität, die 50.000 Plätze übersteigt. Einige Mannschaften wie Eintracht Frankfurt, der 1. FC Köln oder Werder Bremen nutzen für hoch nachgefragte Begegnungen aber auch die größeren Stadien der Männer-Bundesliga.

### Spielstätten
| Verein              | Stadion                              | Kapazität  |
| ------------------- | ------------------------------------ | ---------- |
| Hamburger SV        | Volksparkstadion                     | 57.000     |
| 1. FC Nürnberg      | Max-Morlock-Stadion                  | 50.000     |
| SC Freiburg         | Dreisamstadion                       | 24.000     |
| 1. FC Union Berlin  | Stadion An der Alten Försterei       | 22.012     |
| SGS Essen           | Stadion an der Hafenstraße           | 20.352     |
| FC Carl Zeiss Jena  | ad hoc Arena im Ernst-Abbe-Sportfeld | 15.100     |
| TSG 1899 Hoffenheim | Dietmar-Hopp-Stadion                 | 06.350     |
| Eintracht Frankfurt | Stadion am Brentanobad               | 05.650     |
| Werder Bremen       | Weserstadion Platz 11                | 05.500     |
| 1. FC Köln          | Franz-Kremer-Stadion                 | 05.457     |
| VfL Wolfsburg       | AOK Stadion                          | 05.200     |
| Bayer 04 Leverkusen | Ulrich-Haberland-Stadion             | 03.200     |
| Bayern München      | FC Bayern Campus                     | 1 02.500 1 |
| RB Leipzig          | RB-Trainingszentrum, Rasenplatz 1    | 01.800     |

### Zuschauer
In den ersten Jahren der Bundesliga lag der Zuschauerschnitt bei etwa 200. Spätestens seit dem Gewinn der Weltmeisterschaft 2003 hat sich dieser Schnitt stark erhöht. Vierstellige Zuschauerzahlen kamen nicht nur bei Spitzenspielen vor, und einige Vereine konnten ihren Zuschauerschnitt verdoppeln oder verdreifachen. In der Saison 2013/14 wurde mit einem Schnitt von 1.185 ein neuer Rekord aufgestellt. Danach waren die Zuschauerzahlen über mehrere Jahre rückläufig. Die meisten Zuschauer hatten in dieser Zeit die Spitzenmannschaften Turbine Potsdam, FFC Frankfurt, FCR Duisburg und VfL Wolfsburg sowie die SG Essen-Schönebeck. Durch den Erfolg der Europameisterschaft 2022 konnte beim Bundesliga-Eröffnungsspiel der Saison 2022/23 ein neuer Zuschauerrekord (23.200) aufgestellt werden, der in der gleichen Saison noch überboten wurde (38.365). Mit einem Zuschauerschnitt von 2.723 wurde zudem der bisherige Rekord um mehr als das doppelte übertroffen.
Bisher gab es 18 Bundesligaspiele mit mehr als 10.000 Zuschauern:
| Heimmannschaft      | Gastmannschaft      | Zuschauerzahl | Datum              | Quelle |
| ------------------- | ------------------- | ------------- | ------------------ | ------ |
| 1. FC Köln          | Eintracht Frankfurt | 38.365        | 23. April 2023     | [ 19 ] |
| 1. FC Köln          | FC Bayern München   | 35.711        | 09. März 2025      | [ 20 ] |
| Eintracht Frankfurt | FC Bayern München   | 30.500        | 12. April 2025     | [ 21 ] |
| 1. FC Köln          | Werder Bremen       | 30.123        | 10. März 2024      | [ 22 ] |
| VfL Wolfsburg       | FC Bayern München   | 24.437        | 23. März 2024      | [ 23 ] |
| Eintracht Frankfurt | FC Bayern München   | 23.200        | 16. September 2022 | [ 24 ] |
| Werder Bremen       | Bayer 04 Leverkusen | 22.721        | 12. Oktober 2024   | [ 25 ] |
| Werder Bremen       | 1. FC Köln          | 21.508        | 14. Oktober 2023   | [ 26 ] |
| VfL Wolfsburg       | FC Bayern München   | 21.287        | 23. Oktober 2022   | [ 27 ] |
| Werder Bremen       | SC Freiburg         | 20.417        | 26. November 2022  | [ 28 ] |
| FC Bayern München   | Eintracht Frankfurt | 19.000        | 14. Oktober 2023   | [ 29 ] |
| Eintracht Frankfurt | VfL Wolfsburg       | 17.800        | 14. Mai 2023       | [ 30 ] |
| VfL Wolfsburg       | FC Bayern München   | 17.152        | 12. Oktober 2024   | [ 31 ] |
| VfL Wolfsburg       | Eintracht Frankfurt | 14.027        | 3. Dezember 2022   | [ 32 ] |
| Eintracht Frankfurt | VfL Wolfsburg       | 13.500        | 1. Oktober 2023    | [ 33 ] |
| SC Freiburg         | FC Bayern München   | 13.234        | 15. September 2023 | [ 34 ] |
| VfL Wolfsburg       | 1. FFC Frankfurt    | 12.464        | 8. Juni 2014       | [ 35 ] |
| RB Leipzig          | VfL Wolfsburg       | 10.269        | 15. Oktober 2023   | [ 36 ] |

Folgende durchschnittliche Zuschauerzahlen wurden in den jeweiligen Saisons erreicht:
| Saison  | Zuschauerschnitt |
| ------- | ---------------- |
| 2000/01 | .0260            |
| 2001/02 | .0291            |
| 2002/03 | .0338            |
| 2003/04 | .0531            |
| 2004/05 | .0503            |
| 2005/06 | .0582            |
| 2006/07 | .0733            |
| 2007/08 | .0887            |
| 2008/09 | .0811            |
| 2009/10 | .0766            |
| 2010/11 | .0836            |
| 2011/12 | 1.121            |
| 2012/13 | .0890            |
| 2013/14 | 1.185            |
| 2014/15 | 1.019            |
| 2015/16 | 1.007            |
| 2016/17 | .0942            |
| 2017/18 | .0846            |
| 2018/19 | .0833            |
| 2019/20 | .0000650 1 2     |
| 2020/21 | .00089 1         |
| 2021/22 | .0802            |
| 2022/23 | 2.723            |
| 2023/24 | 2.683            |
| 2024/25 | 2.818            |

Insbesondere nach den Fußball-Weltmeisterschaften der Frauen (2003, 2007, 2011) erhöhten sich die Zuschauerzahlen, sanken in den darauf folgenden Jahren jedoch wieder etwas ab.

### Finanzen
Die Bundesliga ist trotz der Leistungskonzentration eine Drei-Klassen-Gesellschaft. Die Spitzenmannschaften dominieren die Liga und fahren häufig hohe Siege ein. Der Grund hierfür liegt im professionellen Management der Spitzenvereine und der daraus resultierenden, vergleichsweise üppigen Budgets von einer halben Million Euro und mehr, die Verpflichtungen mehrerer Spitzenspielerinnen ermöglichen. Das Gros der Bundesliga muss jedoch mit weniger als 500.000 Euro pro Saison auskommen, teilweise sind die Ausschüttungen der Fernsehübertragungsgelder und der vom DFB bereitgestellten Mittel (zur Finanzierung hauptamtlicher Trainer und Manager) die einzigen Standbeine der Vereinsfinanzierung.
Mit einem Etat in Höhe von 1.000.000 Euro ging erstmals der 1. FFC Frankfurt in die Saison 2007/08. Nie zuvor verfügte ein Verein über ein derart üppiges Budget in der Bundesliga. In der Saison 2011/12 plante Frankfurt mit einem Etat von 1.700.000 Euro.
Zur Saison 2015/16 nannte der FC Lübars (Zweitliga-Etat 200.000 Euro), der in der Vorsaison aus finanziellen Gründen auf den sportlich erreichten Aufstieg verzichtete, einen Etat von 500.000 bis 750.000 Euro, um in der Bundesliga „mitspielen“ zu können. Der Etat des VfL Wolfsburg wurde zum gleichen Zeitpunkt auf 3,5 Millionen Euro beziffert. In der Saison 2021/22 betrug der durchschnittliche Etat fast 3 Millionen Euro. Jeder Verein machte aber im Mittel auch 1,5 Millionen Euro Verlust.

### Die Bundesliga in den Medien
Während die Länderspiele der Nationalmannschaft seit einigen Jahren live im Fernsehen übertragen werden, sind TV-Bilder über die Bundesliga selten. Der Hessische Rundfunk und der Rundfunk Berlin-Brandenburg zeigen in ihren regionalen Sportsendungen Ausschnitte aus den Spielen des 1. FFC Frankfurt bzw. des 1. FFC Turbine Potsdam. Seit der Saison 2006/07 zeigt die ARD in der Sportschau Spielberichte der Spitzenspiele. Jeder Bundesligist erhält pro Saison Fernsehgelder in Höhe von 69.000 Euro. Die öffentlich-rechtlichen Sender ARD und ZDF haben die Senderechte an den Spielen der Bundesliga, wobei diese zusammen mit den Rechten an der 3. Liga der Männer und den Spielen der Nationalmannschaft der Frauen für 180 Millionen erworben wurden. Zusätzlich zu den Fernsehangeboten überträgt auch der DFB auf seinem Internetportal jeweils ein Spiel eines Spieltages Live als Web-Stream. Von der Saison 2013/14 bis 2015/16 zeigte Eurosport pro Spieltag ein Spiel. Seit der Saison 2016/17 überträgt Sport1 pro Spieltag ein Spiel. Seit 2019 überträgt Eurosport pro Spieltag eine Partie am Freitag Abend. Zudem überträgt Magenta Sport seit der Saison 2021/2022 alle Spiele im Pay-TV.
Im Bereich der Printmedien konnte sich das zweimonatlich erscheinende Magazin FFUSSBALL am Markt etablieren, das den nationalen und internationalen Frauenfußball behandelt. Zudem informiert das Kicker-Sportmagazin die Leser auf einer halben Seite mit Ergebnissen, Torschützinnen, der Tabelle und Meldungen über die Frauen-Bundesliga. Das Monatsmagazin 11 Freunde hatte von 2009 bis 2012 alle drei Monate einen Beileger namens 11 Freundinnen. Verschiedene regionale Tageszeitungen berichten in ihren Sport-Rubriken über Spiele und Ereignisse im Einzugsgebiet befindlicher Vereine.
Flyeralarm, der ehemalige Liga-Sponsor, gibt das ELFEN Magazin heraus. Im WWW gibt es darüber hinaus verschiedene, zumeist ehrenamtlich geführte Websites und Blogs, die sich speziell mit dem Frauenfußball beschäftigen.

### Ausländische Spielerinnen
Der Anteil ausländischer Spielerinnen ist im Gegensatz zur Männer-Bundesliga eher gering. In der Saison 2011/12 standen 65 Spielerinnen aus 21 Nationen (die deutschen Spielerinnen ausgenommen) bei den Bundesligisten unter Vertrag, einige Bundesligavereine hatten lange Zeit keine ausländischen Spielerinnen in ihren Kadern. Da die Bundesliga als eine der stärksten Ligen der Welt angesehen wird, ist sie für ausländische Spielerinnen sehr attraktiv. Einige Bundesligisten haben inzwischen ca. ein Drittel ausländische Spielerinnen im Kader.
Ausländisches Urgestein der Liga war die Dänin Louise Hansen vom 1. FFC Frankfurt, die von 1994 bis 2008 in der Bundesliga aktiv war. 2012 wurde mit Genoveva Añonma erstmals eine ausländische Spielerin Torschützenkönigin.
Seit der Saison 2006/07 dürfen die Bundesligisten nicht mehr als drei Nicht-EU-Ausländerinnen in ihrem Kader haben.

## Rekorde
- Höchste erreichte Punktzahl: 1. FFC Frankfurt (63 Punkte, Saison 2004/05)
- Höchste Punktzahl eines Vizemeisters: VfL Wolfsburg (59 Punkte, Saison 2020/21)
- Größter Vorsprung eines Meisters: FCR Duisburg (15 Punkte, Saison 1999/2000)
- Kleinster Vorsprung eines Meisters: FFC Turbine Potsdam (0 Punkte, 1 Tor bessere Tordifferenz, Saison 2008/09)
- Niedrigste Punktzahl: 1. FC Neukölln (0 Punkte in 18 Spielen, Saison 1990/91), FFC Brauweiler Pulheim (0 Punkte in 22 Spielen, Saison 2006/07)
- Höchste Punktzahl eines Absteigers: FFC Heike Rheine (22 Punkte, Saison 1998/99)
- Niedrigste Punktzahl eines Nichtabsteigers: FC Carl Zeiss Jena (10 Punkte, Saison 2024/25)
- Größte Verbesserung in zwei Spielzeiten: FCR Duisburg (+24 Punkte, Saison 2004/05)
- Größte Verschlechterung in zwei Spielzeiten: 1. FFC Turbine Potsdam (−35 Punkte, Saison 2022/23)
- Höchster Sieg: 1. FFC Frankfurt – FSV Frankfurt 17:0 (Saison 2005/06)[46]
- Erstes Tor in der Bundesliga: Katja Bornschein (FSV Frankfurt)[47]
- Meiste Tore in einem Spiel: Heidi Mohr (TuS Niederkirchen, 7 Tore, 3. März 1991 gegen die SG Praunheim und am 6. März 1994 gegen den TSV Battenberg)[48]
- Schnellstes Tor: Lucie Voňková (FF USV Jena, 9,9 Sekunden, 7. Mai 2017 gegen die SGS Essen)[49][50]
- Am längsten ohne Gegentor: Katja Kraus (FSV Frankfurt, 1314 Minuten, Saison 1996/97)[47]
- Schnellster Platzverweis: Ann-Kathrin Vinken (Bayer 04 Leverkusen, nach 8 Sekunden, 5. Dezember 2018 bei SGS Essen)[51]
- Meiste Zuschauer in einem Spiel: 38.365 (1. FC Köln gegen Eintracht Frankfurt, 0:2, 18. Spieltag 2022/23, 23. April 2023)[52]